# Pernay
Cet article possède un paronyme, voir Épernay.
 (septembre 2008).
Si vous disposez d'ouvrages ou d'articles de référence ou si vous connaissez des sites web de qualité traitant du thème abordé ici, merci de compléter l'article en donnant les références utiles à sa vérifiabilité et en les liant à la section « Notes et références ».
Pernay est une commune française située dans le département d'Indre-et-Loire en région Centre-Val de Loire.

## Géographie
Pernay est situé sur le plateau septentrional de la Loire. Celui-ci est composé de calcaire lacustre et de tuffeau recouvert d'argile à silex. Trois cours d'eau traversent la commune : la Garande et la Petite Vienne se jettent dans la Bresme qui, elle, rejoint la Loire au niveau de Saint-Étienne-de-Chigny.
La commune compte 580 ha de taillis et de futaies principalement composée de feuillus et 1 100 ha de terres cultivables.

### Communes limitrophes
Pernay est délimitée par cinq autres communes — dans le « sens des aiguilles d'une montre » et « à vol d'oiseau » — : Sonzay, située 9,6 km en direction du nord ; Semblançay, localisée à 8,6 km en axe nord-est ; Saint-Roch, distante de 6,2 km en direction de l'est ; Luynes, située à 7,9 km en axe sud-sud-est ; et Ambillou, distante de 4,1 km du centre-bourg, en direction ouest-nord-ouest,,.
| - Pernay et ses communes limitrophes. |

|          | Sonzay | Semblançay |
| Ambillou | Pernay | Saint-Roch |
| Ambillou | Luynes | Luynes     |

### Hydrographie

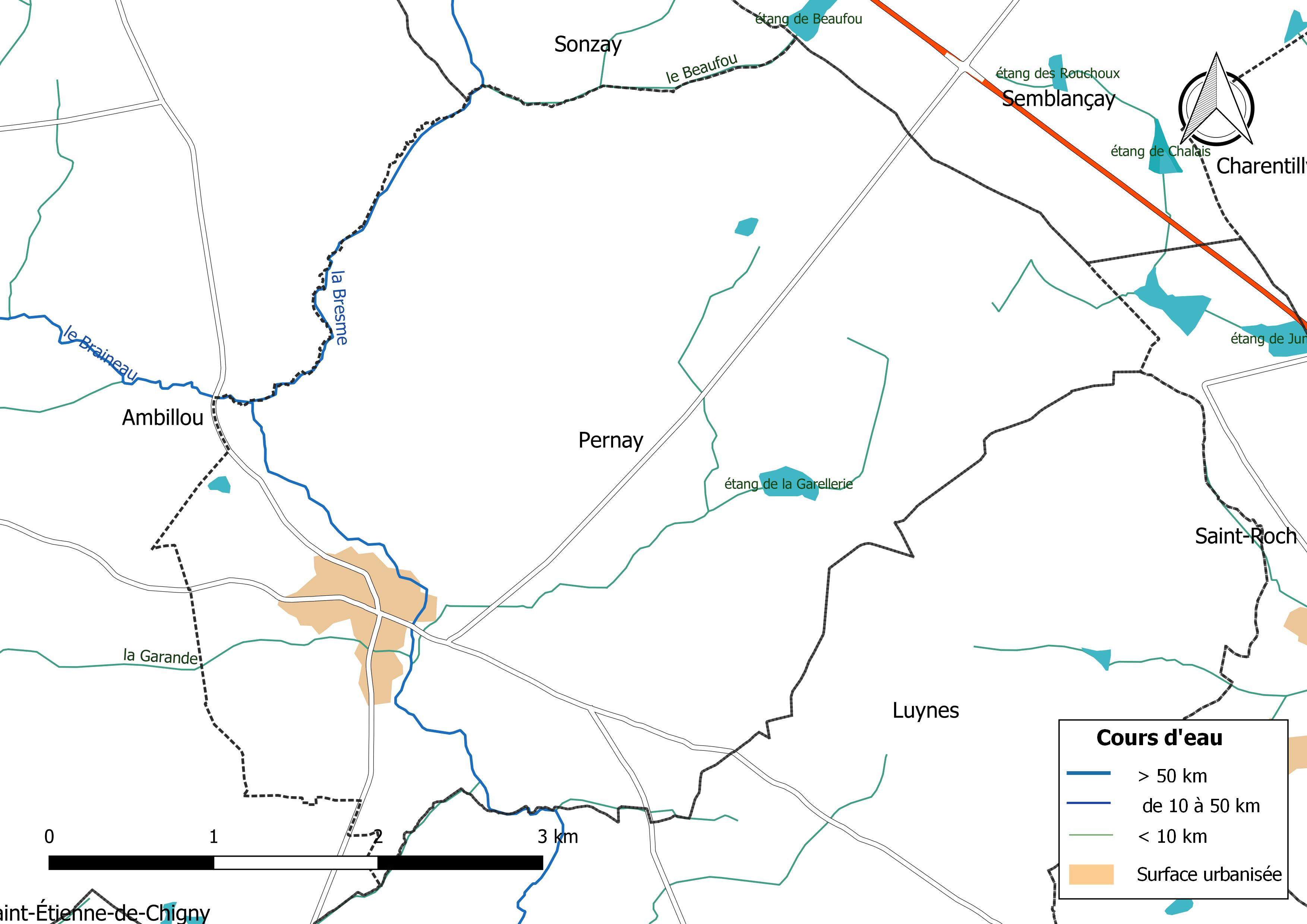
Réseau hydrographique de Pernay.

Le réseau hydrographique communal, d'une longueur totale de 16,27 km, comprend deux cours d'eau notables, la Bresme (5,8 km) et le Braineau (0,098 km), et huit petits cours d'eau dont la Garande (1,354 km) et le Beaufou (0,767 km),.
La Bresme, d'une longueur totale de 26,9 km, prend sa source sur la commune de Semblançay au lieu-dit le Plessis de la Gagnerie, à 120 m d'altitude et se jette dans la Loire sur la commune de Saint-Étienne-de-Chigny, à 39 m d'altitude à la pointe de l'île Belle Fille, après avoir traversé 7 communes. 
Sur le plan piscicole, la Bresme est classée en deuxième catégorie piscicole. Le groupe biologique dominant est constitué essentiellement de poissons blancs (cyprinidés) et de carnassiers (brochet, sandre et perche).
Le Braineau, d'une longueur totale de 10,6 km, prend sa source dans la commune de Souvigné et se jette dans la Bresme à Ambillou. 
Sur le plan piscicole, le Braineau est également classé en deuxième catégorie piscicole.
Cinq zones humides ont été répertoriées sur la commune par la direction départementale des territoires (DDT) et le conseil départemental d'Indre-et-Loire : « la vallée de la Bresme de Pernay à la Houssière », « la vallée de la Bresme de la Boiderie à Pernay », « l'étang du Harroir », « les étangs du Bois de l'Hérissaudière » et « l'étang de la Garellerie »,.

### Climat
Pour des articles plus généraux, voir Climat du Centre-Val de Loire et Climat d'Indre-et-Loire.
En 2010, le climat de la commune est de type climat océanique dégradé des plaines du Centre et du Nord, selon une étude du CNRS s'appuyant sur une série de données couvrant la période 1971-2000. En 2020, Météo-France publie une typologie des climats de la France métropolitaine dans laquelle la commune est dans une zone de transition entre le climat océanique et le climat océanique altéré et est dans la région climatique Moyenne vallée de la Loire, caractérisée par une bonne insolation (1 850 h/an) et un été peu pluvieux.
Pour la période 1971-2000, la température annuelle moyenne est de 11,1 °C, avec une amplitude thermique annuelle de 14,6 °C. Le cumul annuel moyen de précipitations est de 692 mm, avec 11,3 jours de précipitations en janvier et 6,6 jours en juillet. Pour la période 1991-2020, la température moyenne annuelle observée sur la station météorologique de Météo-France la plus proche, sur la commune de Fondettes à 9 km à vol d'oiseau, est de 11,9 °C et le cumul annuel moyen de précipitations est de 725,7 mm,. Pour l'avenir, les paramètres climatiques de la commune estimés pour 2050 selon différents scénarios d'émission de gaz à effet de serre sont consultables sur un site dédié publié par Météo-France en novembre 2022.

## Urbanisme

### Typologie
Au 1er janvier 2024, Pernay est catégorisée bourg rural, selon la nouvelle grille communale de densité à sept niveaux définie par l'Insee en 2022.
Elle est située hors unité urbaine. Par ailleurs la commune fait partie de l'aire d'attraction de Tours, dont elle est une commune de la couronne,. Cette aire, qui regroupe 162 communes, est catégorisée dans les aires de 200 000 à moins de 700 000 habitants,.

### Occupation des sols
L'occupation des sols de la commune, telle qu'elle ressort de la base de données européenne d’occupation biophysique des sols Corine Land Cover (CLC), est marquée par l'importance des territoires agricoles (59,2 % en 2018), en diminution par rapport à 1990 (60,6 %). La répartition détaillée en 2018 est la suivante : 
forêts (34,6 %), terres arables (29,1 %), prairies (24 %), zones urbanisées (6,2 %), zones agricoles hétérogènes (6 %). L'évolution de l’occupation des sols de la commune et de ses infrastructures peut être observée sur les différentes représentations cartographiques du territoire : la carte de Cassini (XVIIIe siècle), la carte d'état-major (1820-1866) et les cartes ou photos aériennes de l'IGN pour la période actuelle (1950 à aujourd'hui).

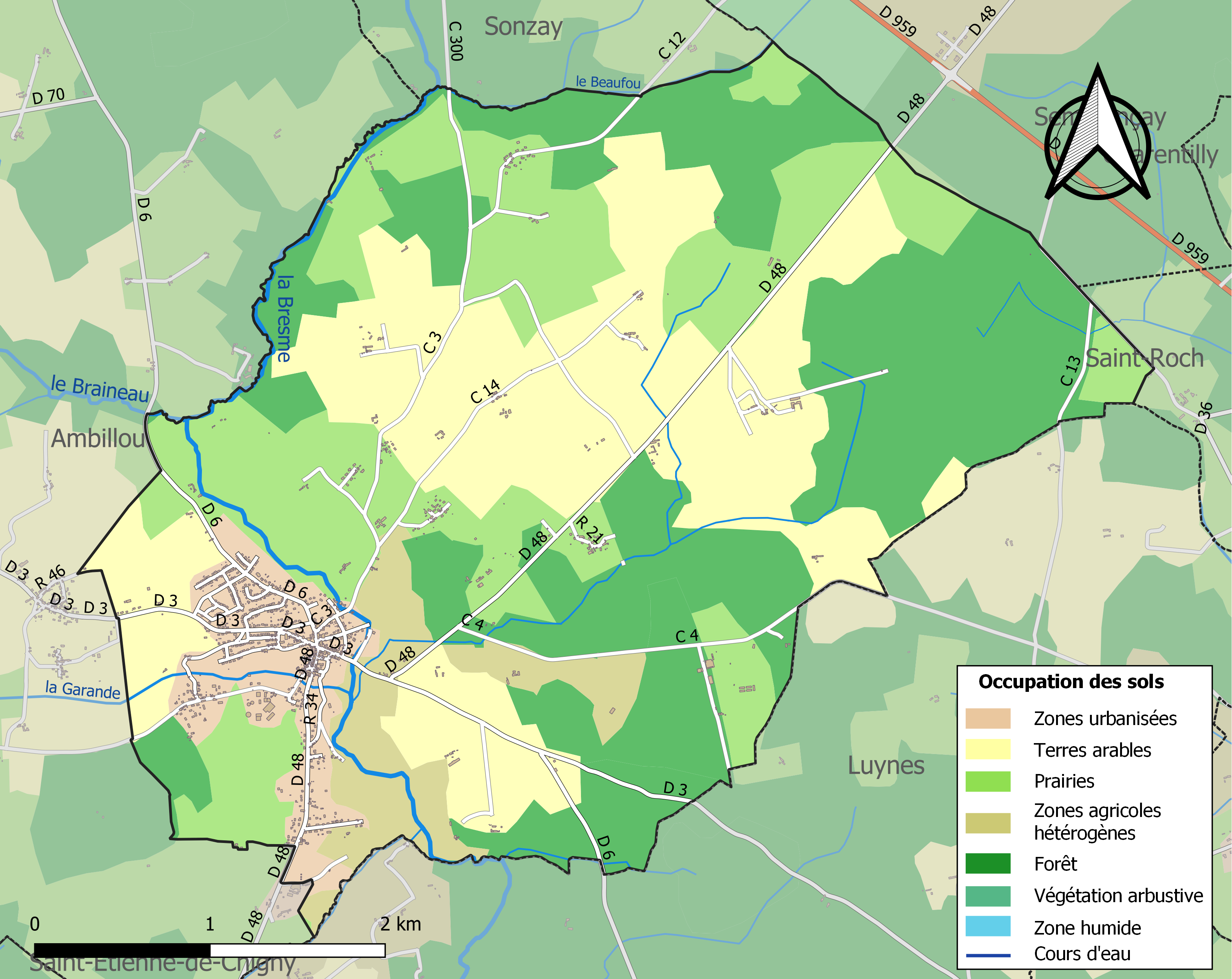
Carte des infrastructures et de l'occupation des sols de la commune en 2018 (CLC).

### Risques majeurs
Le territoire de la commune de Pernay est vulnérable à différents aléas naturels : météorologiques (tempête, orage, neige, grand froid, canicule ou sécheresse), feux de forêts et séisme (sismicité faible). Un site publié par le BRGM permet d'évaluer simplement et rapidement les risques d'un bien localisé soit par son adresse soit par le numéro de sa parcelle.
Pour anticiper une remontée des risques de feux de forêt et de végétation vers le nord de la France en lien avec le dérèglement climatique, les services de l’État en région Centre-Val de Loire (DREAL, DRAAF, DDT) avec les SDIS ont réalisé en 2021 un atlas régional du risque de feux de forêt, permettant d’améliorer la connaissance sur les massifs les plus exposés. La commune, étant pour partie dans le massif de Bourgueil, est classée au niveau de risque 1, sur une échelle qui en comporte quatre (1 étant le niveau maximal).

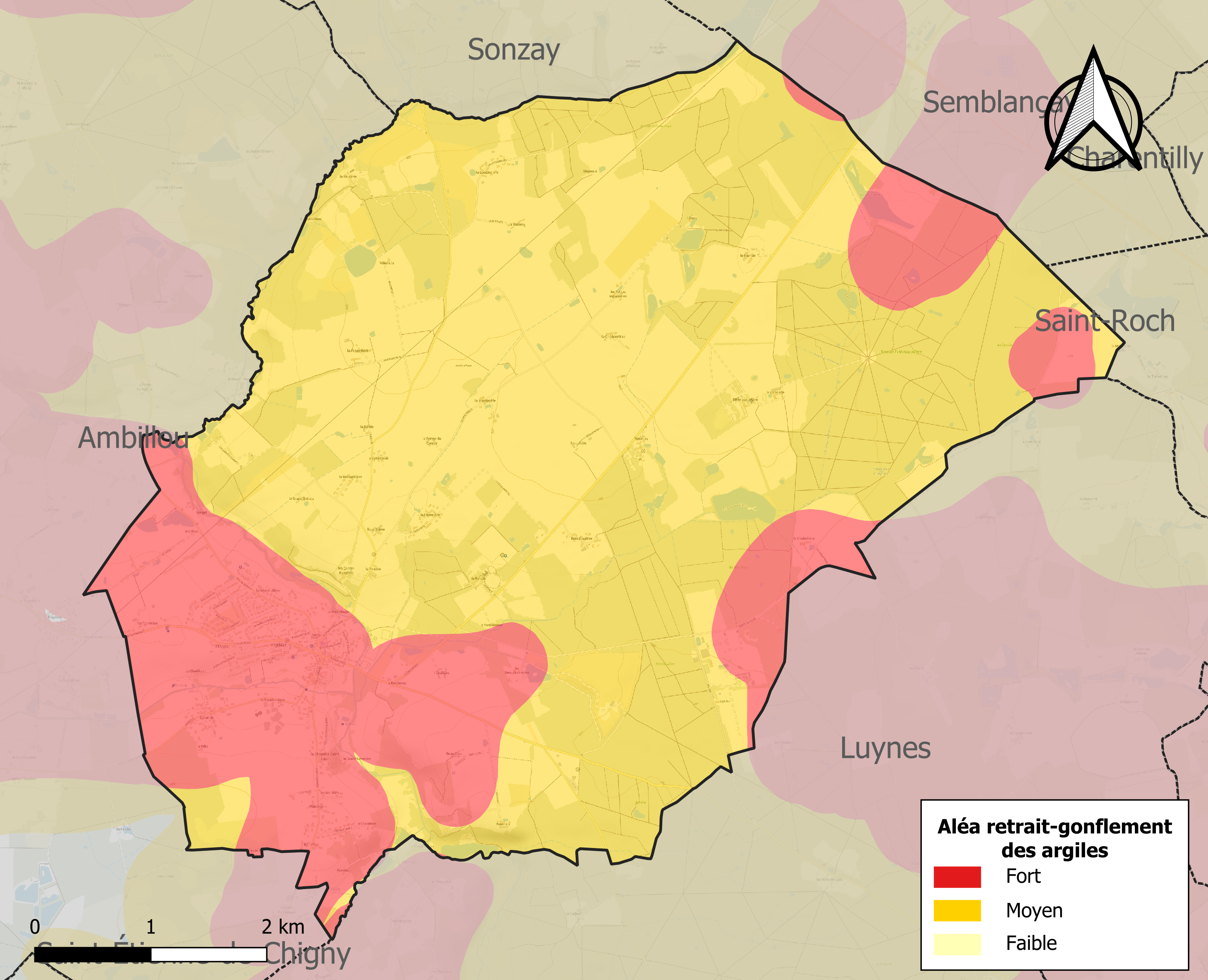
Carte des zones d'aléa retrait-gonflement des sols argileux de Pernay.

Le retrait-gonflement des sols argileux est susceptible d'engendrer des dommages importants aux bâtiments en cas d’alternance de périodes de sécheresse et de pluie. La totalité de la commune est en aléa moyen ou fort (90,2 % au niveau départemental et 48,5 % au niveau national). Sur les 536 bâtiments dénombrés sur la commune en 2019, 536 sont en aléa moyen ou fort, soit 100 %, à comparer aux 91 % au niveau départemental et 54 % au niveau national. Une cartographie de l'exposition du territoire national au retrait gonflement des sols argileux est disponible sur le site du BRGM,.
Concernant les mouvements de terrains, la commune a été reconnue en état de catastrophe naturelle au titre des dommages causés par la sécheresse en 1991 et 2011 et par des mouvements de terrain en 1999.

## Toponymie
Le nom de la localité est attesté sous les formes Parochia Paternacensis vers 585 ; « In pago quidem Turonico Paternacum, cum adjacentiis suis Columbo et caeteris, seu locello Feriaco ipsi cellae adhaerenti » en 791 ; Dicit Johanna, praeposita de Perrinayo en 1247 ; Gaufricus Albini, de Perreneio en 1247 ; Perrenay au XIVe siècle ; Perrenay et Perronay XIVe et XVe siècles ; Perenay au XVIIIe siècle (Carte de Cassini).
Variante Pernai. Du bas latin Paternacus. Anthroponyme Paternus et suffixe acus.

## Histoire
C'est à Grégoire de Tours au VIe siècle que l'on doit la première mention de la commune, elle est alors appelée Paternacencis Parochia. Au fil des ans le nom évolue, passant par Perronay, puis Perrenay et enfin Pernay qui apparaît au XIXe siècle.
La châtellenie de Perrenay, fut tout d'abord rattachée à la seigneurie de Maillé puis au duché-pairie de Luynes.

## Politique et administration
| Période   | Période  | Identité            | Étiquette | Qualité                                                       |
| --------- | -------- | ------------------- | --------- | ------------------------------------------------------------- |
| 1890      | 1912     | Raoul Auvray        |           | conseiller de préfecture, propriétaire du château de la Ronde |
| mars 2001 | 2014     | Claude Cormery      |           |                                                               |
| mars 2014 | En cours | Jean-Pierre Peninon | SE        |                                                               |

## Population et société

### Démographie
L'évolution du nombre d'habitants est connue à travers les recensements de la population effectués dans la commune depuis 1793. Pour les communes de moins de 10 000 habitants, une enquête de recensement portant sur toute la population est réalisée tous les cinq ans, les populations de référence des années intermédiaires étant quant à elles estimées par interpolation ou extrapolation. Pour la commune, le premier recensement exhaustif entrant dans le cadre du nouveau dispositif a été réalisé en 2007.

En 2022, la commune comptait 1 556 habitants, en évolution de +17,43 % par rapport à 2016 (Indre-et-Loire : +1,67 %, France hors Mayotte : +2,11 %).
| 1793 | 1800 | 1806 | 1821 | 1831 | 1836 | 1841 | 1846 | 1851 |
| ---- | ---- | ---- | ---- | ---- | ---- | ---- | ---- | ---- |
| 400  | 380  | 362  | 406  | 408  | 448  | 488  | 506  | 500  |

| 1856 | 1861 | 1866 | 1872 | 1876 | 1881 | 1886 | 1891 | 1896 |
| ---- | ---- | ---- | ---- | ---- | ---- | ---- | ---- | ---- |
| 576  | 609  | 595  | 586  | 622  | 603  | 621  | 571  | 574  |

| 1901 | 1906 | 1911 | 1921 | 1926 | 1931 | 1936 | 1946 | 1954 |
| ---- | ---- | ---- | ---- | ---- | ---- | ---- | ---- | ---- |
| 581  | 591  | 606  | 531  | 563  | 529  | 534  | 586  | 526  |

| 1962 | 1968 | 1975 | 1982 | 1990 | 1999 | 2006 | 2007  | 2012  |
| ---- | ---- | ---- | ---- | ---- | ---- | ---- | ----- | ----- |
| 546  | 518  | 511  | 565  | 677  | 866  | 997  | 1 016 | 1 132 |

| 2017  | 2022  | - | - | - | - | - | - | - |
| ----- | ----- | - | - | - | - | - | - | - |
| 1 349 | 1 556 | - | - | - | - | - | - | - |

### Enseignement
La commune de Pernay possède une école maternelle et primaire accueillant les enfants de la petite section jusqu'au CM2.
Le collège de rattachement est celui de la commune de Luynes.

### Sports
- Stade de football
- Minigolf
- Terrains de basket
- Chemins de randonnée

### Équipements
- Maison des associations
- Bibliothèque
- Salle des fêtes
- Salle informatique

### Cultes
Depuis le 1er janvier 2007, l'église de Pernay fait partie de la paroisse Bse Jeanne-Marie de Maillé de Fondettes qui regroupe les communes de Fondettes, Saint-Roch, Saint-Étienne-de-Chigny, Luynes et Pernay.
Le curé est le père Jean-Pierre Gaillard.

## Économie

### Secteur primaire
On compte trois agriculteurs ou éleveurs et une exploitation forestière

### Secteur secondaire
| - 1 maréchal-ferrant - 1 société de taxi - 2 maçons - 1 garage automobile - 1 paysagiste - 1 plaquiste - 1 peintre en bâtiment - 1 menuisier | - 2 charpentiers-couvreurs - 1 blanchisseuse - 1 métallier-miroitier - 2 réparateur-vendeur en électroménager et matériel portatif - 1 entreprise de chauffage et climatisation - 1 solier-moquetiste - 1 carreleur - 1 fabricant de dallage, de terrasse et de piscines |

### Secteur tertiaire
| - Secteur de la santé - 2 infirmières - 1 kinésithérapeute - 1 Pédicure - podologue - 1 médecin généraliste - 1 Chirurgien dentiste - Hébergement - 2 chambres d'hôtes - 1 salle de réception avec hébergement | - Commerçants - 1 boulangerie - 1 bar-tabac-restaurant - 1 épicerie - 1 restaurant - 1 salon de coiffure |

## Culture locale et patrimoine

### Lieux et monuments

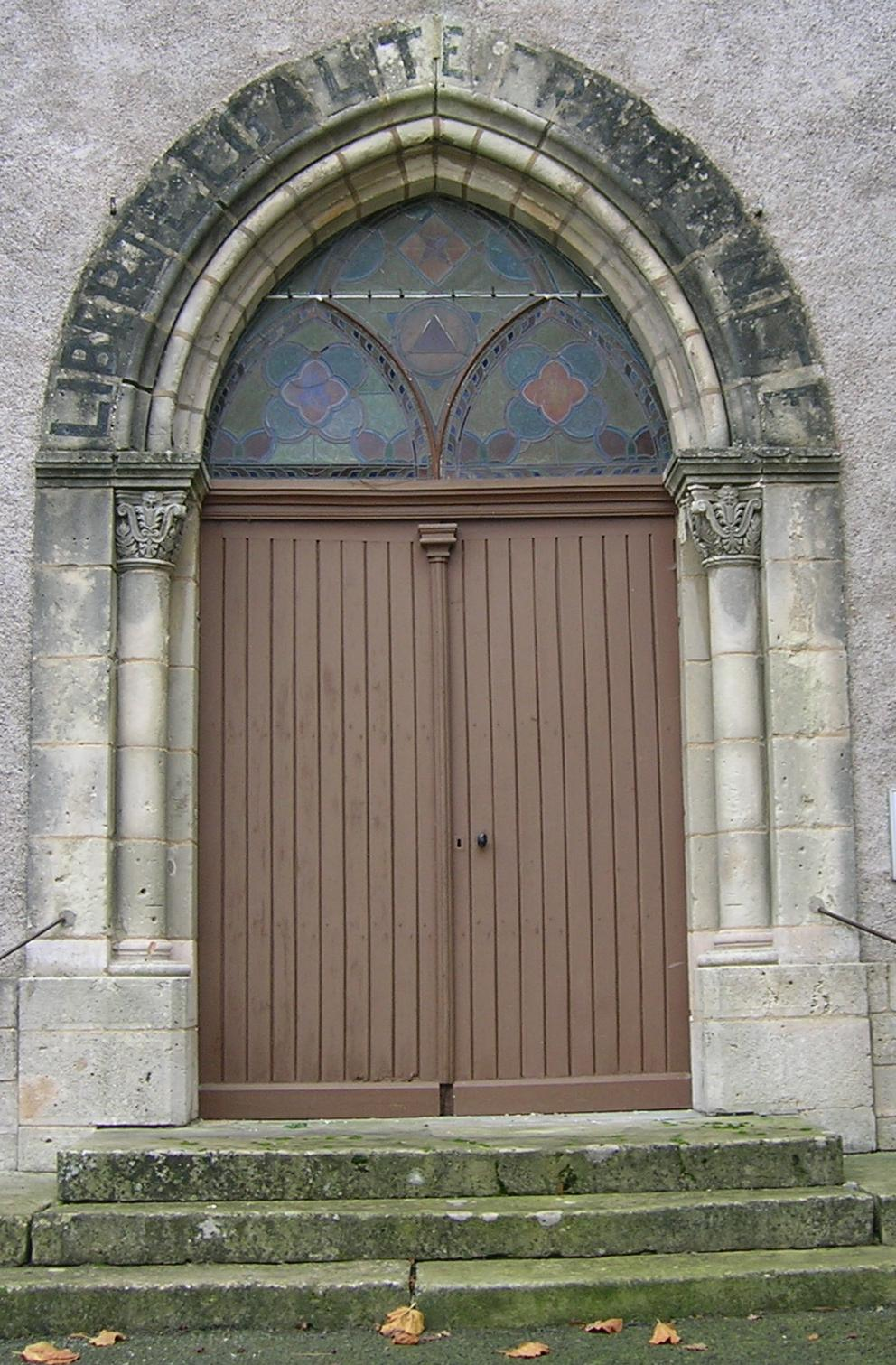
Fronton de l'église.

- Église dédiée à saint Denis dont l'originalité tient au fait que sur son fronton on peut lire la devise de la France, « Liberté, Égalité, Fraternité ». Cette inscription est le fruit d'une décision du conseil municipal datant de 1880.
- Château de la Ronde.
- Château de l'Hérissaudière.
- Ancien lavoir sur la Garande.
- Egalement connue pour avoir accueilli le 24ème Teknival en 2017.

### Personnalités liées à la commune
- Le baron Raoul-Louis-René Auvray, y habita dans son château de la Ronde et fut maire de Pernay.
- René Besnard, homme politique Français, y habita (au Rudanay)

### Héraldique
| Blason de Pernay | Les armes de Pernay se blasonnent ainsi : D'azur à la croix d'argent perronnée de trois degrés sur les quatre branches, à la margelle du même, en cœur, ajourée du champ, au chef d'or à la fasce nébulée de gueules, au franc-canton de gueules à l'aigle d'or. |